# شهر ورزشی کی‌ال
شهر ورزشی کی‌ال (انگلیسی: KL Sports City) (با نام سابق مجموعه ورزشی ملی بوکیت جلیل) (مالایی: Kompleks Sukan Negara Malaysia) در مالزی، بزرگ‌ترین مجموعه ورزشی در کشور است. این مجموعه ورزشی در فاصلهٔ ۲۰ کیلومتری جنوب کوالا لامپور، در بوکیت جلیل واقع شده‌است. این مجموعه که به عنوان «مجموعه ورزشی داخل یک پارک» توصیف می‌گردد، هنگامی که به‌طور کامل ساخت آن تکمیل گردید تنها نمونه از نوع خودش در منطقه بود. این مجموعه ورزشی در روز ۱۱ ژوئیه ۱۹۹۸، قبل از شروع بازی‌های کشورهای همسود ۱۹۹۸ که مراسم افتتاحیه بازی‌ها در این مجموعه برگزار گردید، به‌طور رسمی توسط نخست‌وزیر مالزی آن موقع، مهاتیر محمد افتتاح گردید. این مجموعه در سال ۲۰۱۷، برای بازی‌های جنوب شرق آسیا ۲۰۱۷ به شهر ورزشی کی‌ال ارتقاء یافت.